# あしたのG
あしたのG（あしたのジー、副題：LOVE LOVE KEIBA ラブラブケイバ）とはフジテレビジョンで2002年10月6日（5日深夜）から2004年12月26日（25日深夜）まで日曜 1:15 - 1:45（JST）に放送された競馬関連番組で、『うまなりクン』の後番組である。

## 歴代ナビゲーター
- 高島彩（2002.10 - 2003.3） - 初代キャスター
- 吉岡美穂（2003.4.6 - ） - 2代キャスター
- 中村仁美（2003.4.6 - 2004.3） - 『すぽると!』へ異動のため1年で降板
- 長野翼（2004.4 - ）

### その他出演者
- TIM（2003.9 - ）
- 井崎脩五郎（ご意見番）
- 青木知子（サンケイスポーツ記者）
- 目黒貴子
- 「Gガールズ」（ - 2003.9）
  - 佐藤ゆりな
  - 石井あみ
  - 肘井美佳
  - いとうあいこ　　
  - 田中いちえ     ほか

## 歴代ナレーター
- 島田彩夏（2002.10 - 2002.12）
- 中村仁美（梅津アナ代理として）
- 梅津弥英子（2003.1 - 2003.9）
- 藤村さおり（2003.10 - 番組終了）

## 歴代テーマソング
- 高島時代：
- 中村時代：モーニング娘。『愛車ローンで』
- 長野時代：

## ネット局
- 北海道文化放送
- 仙台放送
- さくらんぼテレビ（2004年3月28日（27日深夜）打ち切り[1]）
- 福島テレビ（2002年12月1日（11月30日深夜）放送開始[2]、2003年のみ福島競馬開催期間中は番組休止[3]）
- 新潟総合テレビ
- 長野放送
- テレビ静岡

## スタッフ
- プロデューサー：佐々木純也